# 裸亞海魴
裸亞海魴（學名：Zenopsis conchifer）是輻鰭魚綱海魴目的鯛科的其中一種，分布於西印度洋從索馬利亞至南非海域；東大西洋從比斯開灣至納米比亞；西大西洋從美國北卡羅來納州至阿根廷海域，棲息深度60-500公尺，體為銀色，魚鰭鰭膜為黑色，側線明顯，體長可達80公分，棲息在中層水域，可作為食用魚。